# Бехіхар
Бехіхар (ісп. Begíjar) — муніципалітет в Іспанії, у складі автономної спільноти Андалусія, у провінції Хаен. Населення — 3174 особи (2010).
Муніципалітет розташований на відстані близько 270 км на південь від Мадрида, 32 км на північний схід від Хаена.
На території муніципалітету розташовані такі населені пункти: (дані про населення за 2010 рік)
- Бехіхар: 3088 осіб
- Естасьйон-де-Бехіхар: 86 осіб

## Демографія
Динаміка населення (INE ):

## Галерея зображень

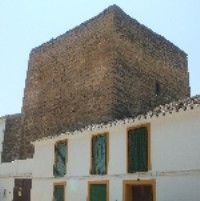
Вежа XI століття
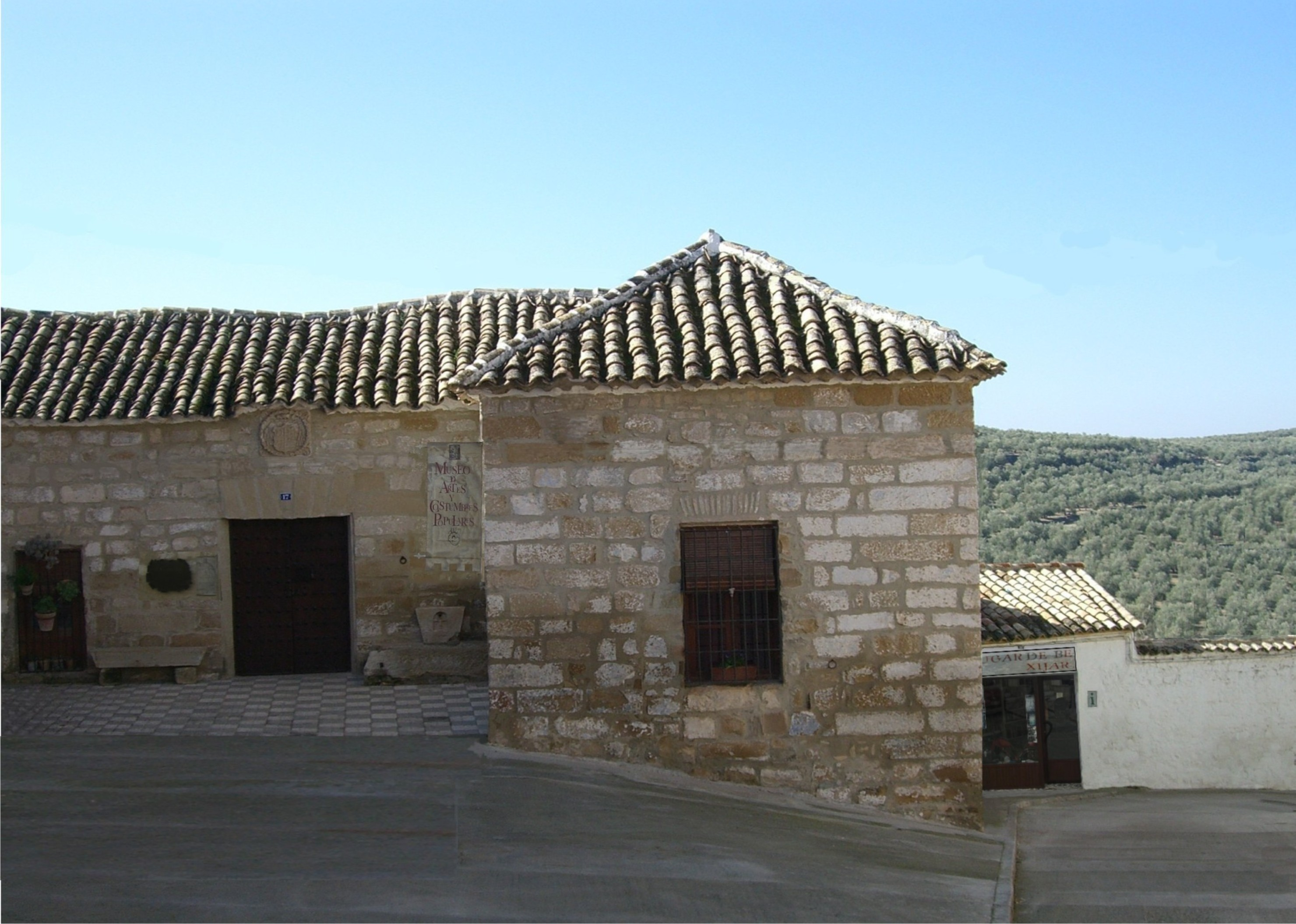
Єпископський палац